# Névrajz

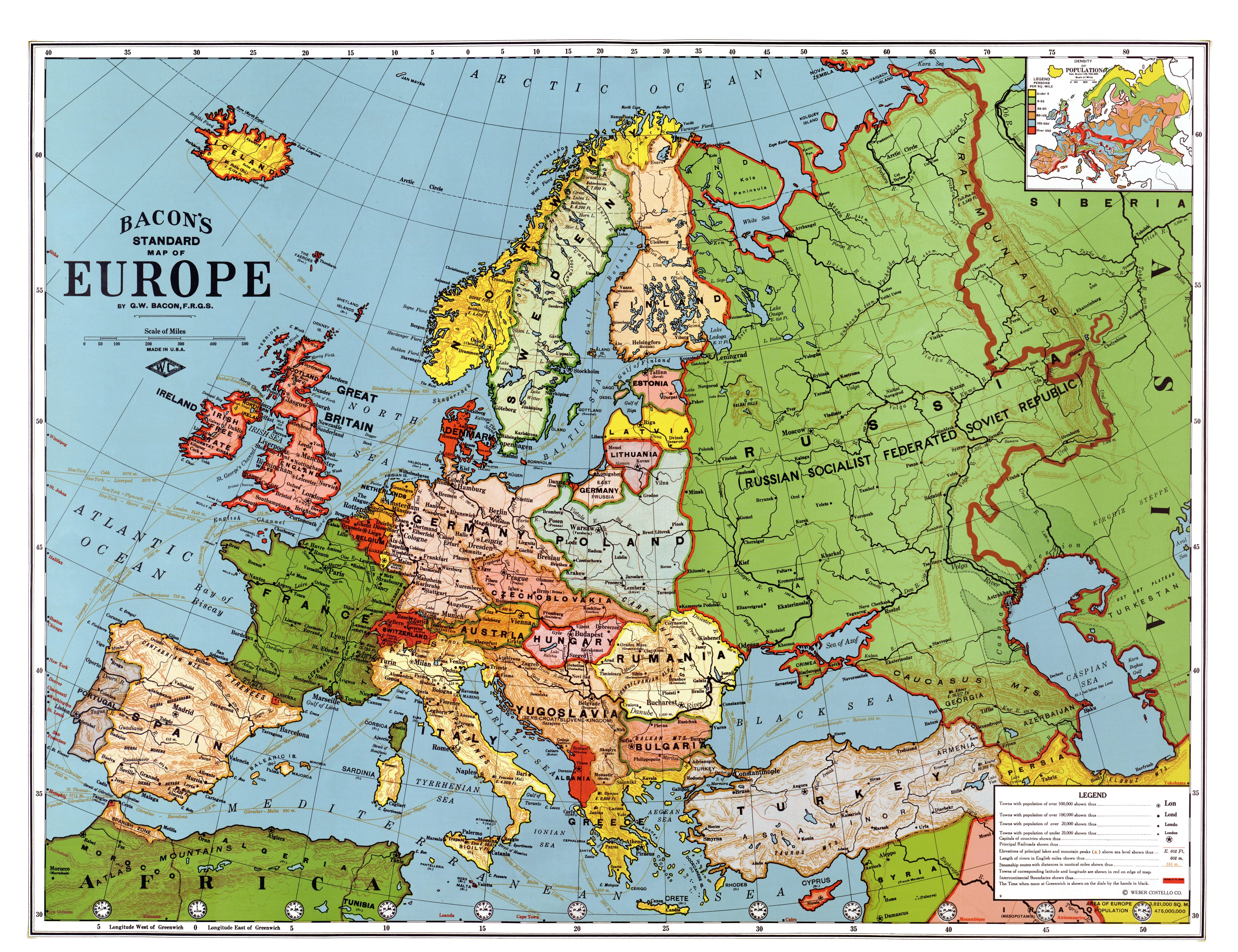
Európa térképén lévő névrajzi elemek

Névrajznak nevezzük a térképi jelekre vonatkozó neveket, számokat, valamint a térképen és a térképlap részeként megtalálható magyarázó írásokat együttesen. A névrajz maga is a térkép jelrendszeréhez tartozik. 
A névrajzi elemeket különböző betűtípussal, vagy eltérő színű feliratozással különböztetik meg egymástól. A térkép névrajzának legfontosabb célja a térképjelek olvasásának könnyítése. Utalhat síkrajzi elemekre (vízrajzi nevek, határnevek, települések, közterületek), domborzatrajzi elemekre (szintvonalszám, magassági pontok), és természeti- vagy történeti, földrajzi tájakra. A részét képezik a magyarázatok (pl. út járhatósága) és a tematikus információk (pl. értékszámok, indexek). 
Előfordulhat, hogy a térképen ábrázolandó objektumoknak több neve is van. A megfelelő név kiválasztásakor azonban létezik egy alapelv, a kiadvány célja szerinti névhasználat. Ez előírja, hogy az adott nyelvterület és olvasói közönség számára legismertebb névalakot kell használni, ezzel elősegítve a könnyebb megértést. Azonban néhány követelménynek is meg kell felelni, mint például a tartalmi helyességnek (a megfelelő objektumra vonatkozzon), nyelvi helyességnek (helyesírási szabályok szerinti forma) és az időszerűségnek (ma ismert és elfogadott nevek) is. Kerülendő azonban a szubjektív értékítélet szerinti, és a politikai célú névhasználat.

## Nevek átírása, hivatalos használata
Ha az objektumnak más nyelvben van csak neve:
1. Transzliteráció: betű szerinti átírás.
2. Transzkripció: betű és szójel hangzás szerinti, kiejtést megközelítő átírása.

Ha van neve, de az nem hivatalosan elfogadott:
1. Exoníma: a földrajzi alakulat olyan nyelvű megnevezése, amely az adott helyen nem jellemző, pl. Rodostó – Tekirdağ.
2. Endoníma: a földrajzi alakulat helyben beszélt, nem feltétlen hivatalos nyelvén használt neve, pl. Nagyvárad – Oradea, Párkány – Štúrovo.

A térkép célja szerint kell megjeleníteni az objektivitás elve és a névírási követelményeknek megfelelően.
Alapvetően nemzeti névrajz szerinti és államnyelvi névrajz szerinti térképeket használunk.

## Grafikai követelmények
A névrajz a többi térképrajzi elem (vízrajz, domborzatrajz, síkrajz) szerkesztése után kerül a térképre. Ennek értelmében az alábbi elvek alkalmazandók.
1. Nagyszámú térképi elem esetén tömör, keskeny betűtípusokat használunk (pl.: Arial, Narrow)
2. A térképrajzhoz illeszkedő színeket alkalmazunk (pl. fekete-települések, kék-víznevek, vagy barna-domborzat)
3. A szöveg karakterei nem fedhetnek azonos színű rajzi elemet
4. A név a többi azonos színű rajzi elemtől rajzi térközzel legyen elválasztva, aminek mértéke (0,25 mm/1-3 pixel)
5. A szöveg mérete az olvashatóság határain belül maradjon (minimum: 6 pontos betű, maximum: céltól függ)

## A nevek vonatkozási helye
A névrajzi elemekről ki kell derüljön, hogy melyik térképi jelre vonatkoznak. A jeltől nem lehet emiatt nagy távolságban. Általában a jel körül, vele párhuzamosan, benne, vagy rajta is el lehet helyezni a rá vonatkozó megírást. Maga a térképi jel három geometriai típusba sorolható (pont, vonal, terület); ennek megfelelően ugyancsak három vonatkozási helyet különböztetünk meg.
- Pontra vonatkozó nevek: adott méretarányban pontként ábrázolható objektumok nevei; a térképen mindig megjelenik a jelszerű ábrázolás is (pl.: hegycsúcs, forrás, település).
- Vonalra vonatkozó nevek: vonallal ábrázolt objektumok nevei; a térképen mindig megjelenik a rajzi elem is (patak, út, szintvonal, tengeráramlás, stb.).
- Felületre vonatkozó nevek: lehatárolt területek, igazgatási egység, vizek, vagy tájak, amelyek nem mindig jelennek meg.

A nevek olvasási iránya általában a térkép tájolásától függ. Ez alól kivétel például a szintvonalas domborzatábrázolásnál a szintvonalszámok megírása, amelyek talpukkal a lejtő felé állnak.